# Brook Park (Ohio)
Brook Park – miasto w Stanach Zjednoczonych, w stanie Ohio. W Brook Park jest kwatera główna oraz jedna z trzech lokalizacji Centrum Badawczego imienia Johna H. Glenna, placówki naukowej i inżynieryjnej  Narodowej Agencji Aeronautyki i Przestrzeni Kosmicznej (NASA).
Liczba mieszkańców w 2000 roku wynosiła 21 206.